# Cake Minuesa
Juan Ramón Martínez Minuesa, conocido como Cake Minuesa (Gandía, Valencia, 11 de marzo de 1971) es un abogado y periodista español. Ha trabajado como locutor y reportero en diversos medios de comunicación desde 1996. Desde 2014 hasta 2016 presentó  el programa Ciudadano Cake en Telemadrid, pasando después a emitirse en El Toro TV. Sus intervenciones tienen un marcado contenido político, y es considerado un comunicador polémico por algunos medios españoles.

## Formación
Minuesa estudió Derecho en la Universidad de Valencia, y se trasladó a Madrid en 1996. Allí realizó un Máster de Producción Ejecutiva (El Mundo TV) y un Máster de Creatividad y Humor en Globomedia. También estudió teatro y técnicas de voz.
Trabajó en Antena 3 TV en el programa Showmatch en el año 2000, y realizó también pequeños trabajos para Cuatro TV (2007), Telecinco (2009) e Intereconomía TV (2010-2011, realizando cuatro monólogos de humor).

## Trayectoria
Regresó a Intereconomía TV en 2013, apodado el «follonero de la derecha», protagonizando el programa Daños colaterales, en el que desarrolló según Ferran Monegal un planteamiento de reportajes incisivos a pie de calle similar a los de Gonzo en El Intermedio y de Jordi Évole en Salvados, pero desde el espectro de la derecha política.
En 2014 fue contratado por Telemadrid. Durante su periodo en la televisión pública de la Comunidad de Madrid, al frente del programa Ciudadano Cake, fue acusado de una orientación partidista en sus reportajes, muy críticos con la izquierda política.
En 2016 se incorporó como colaborador al diario digital Okdiario.
El 21 de diciembre de 2018 fue agredido por un encapuchado durante una manifestación en Vía Layetana, en protesta por el Consejo de Ministros celebrado en Barcelona en el marco del proceso soberanista de Cataluña, causándole una fractura en el tabique nasal.
El 19 de octubre de 2019 fue detenido por la Guardia Civil al intentar acceder a la basílica del Valle de Los Caídos tras romper con una cizalla las cadenas que la mantenían cerrada.
Minuesa fue detenido en Venezuela el 29 de julio por la Dirección General de Contrainteligencia Militar (DGCIM), mientras hacía una cobertura sobre las elecciones presidenciales del país; el periodista había advertido el día anterior a las elecciones que temía que eso pudiera ocurrir.

## Caelum Producciones
En 2015 constituyó la sociedad limitada Caelum Producciones. Según eldiario.es, dicha productora audiovisual ha logrado contratos con repercusión en los medios de comunicación, como la adjudicación «a dedo» (sin publicidad) por parte de la Comunidad de Madrid durante la pandemia de 2020 de un contrato para la realización de vídeos sobre el coronavirus por valor de unos 30 000 euros, o la percepción de 126 500 euros del Grupo de los Conservadores y Reformistas Europeos (ECR) entre 2020 y 2023 (años en los que el partido Vox integraba el grupo parlamentario) por la realización de vídeos promocionales.
En 2025, Minuesa ha anunciado a través de su productora el estreno de El Valle de los Caídos: 2019 la profanación, un documental sobre la exhumación de Franco y «la grandeza del Valle de los Caídos».

## Vida personal
Está divorciado de la modelo mexicana Viridiana López Negrete.